# Toti-Klasse
Die Toti-Klasse war eine U-Boot-Klasse der italienischen Marina Militare.

## Geschichte
Die Klasse bestand aus vier, Ende der 1960er Jahre in zwei Serien auf der Werft Cantieri Riuniti dell’Adriatico - Italcantieri (heute Fincantieri) in Monfalcone gebauten Booten. Namensgeber waren zwei hochdekorierte gefallene Soldaten, Enrico Toti und Attilio Bagnolini, der Doge von Venedig Enrico Dandolo und der venezianische Admiral Lazzaro Mocenigo. Die Boote standen in der Tradition von vier gleichnamigen U-Booten des Zweiten Weltkriegs (unter anderem der Balilla- und der Marcello-Klasse).
| Nr.   | Name              | CRDA-Werft | Kiellegung     | Stapellauf        | Indienststellung   | Außerdienststellung | Anmerkung                         |
| ----- | ----------------- | ---------- | -------------- | ----------------- | ------------------ | ------------------- | --------------------------------- |
| S 505 | Attilio Bagnolini | Monfalcone | 11. April 1965 | 26. August 1967   | 16. Juni 1968      | 5. Juli 1991        | liegt in Augusta                  |
| S 506 | Enrico Toti       | Monfalcone | 11. April 1965 | 12. März 1967     | 22. Juni 1968      | 30. September 1997  | Typboot, im Technikmuseum Mailand |
| S 513 | Enrico Dandolo    | Monfalcone | 10. März 1967  | 16. Dezember 1967 | 29. September 1968 | 20. September 1996  | in Venedig ausgestellt            |
| S 514 | Lazzaro Mocenigo  | Monfalcone | 12. Juni 1967  | 20. April 1968    | 28. Dezember 1968  | 15. Oktober 1993    | liegt in Augusta                  |

Die Einheiten dieser Klasse waren die ersten nach dem Zweiten Weltkrieg in Italien gebauten U-Boote. Daneben wurden von 1954 bis 1974 insgesamt neun Boote der Klassen Gato, Balao, Tench/Guppy und Tang von den Vereinigten Staaten übernommen und drei italienische Weltkriegsboote wieder in Dienst gestellt. Später ergänzten acht Boote der Sauro-Klasse die vier Boote der Toti-Klasse. Bei letzterer handelt es sich um kleine Boote mit der NATO-Bezeichnung „SSK“ („Submarine – Submarine Killer“), die vor allem in strategisch wichtigen Meerengen wie der Straße von Sizilien operierten und dort gegen sowjetische Atom-U-Boote eingesetzt werden sollten. In Augusta bildeten die vier Boote das 2. U-Boot-Geschwader. Nach Ende des Kalten Krieges wurden sie vorwiegend zu Ausbildungszwecken eingesetzt und dann bis 1997 ganz außer Dienst gestellt. Das Typboot Enrico Toti befindet sich seit 2005 im Museum für Wissenschaft und Technik Leonardo da Vinci in Mailand. Das Boot Enrico Dandolo ist im Arsenal von Venedig ausgestellt. Für die beiden übrigen Einheiten ist eine ähnliche Verwendung vorgesehen.

## Bilder

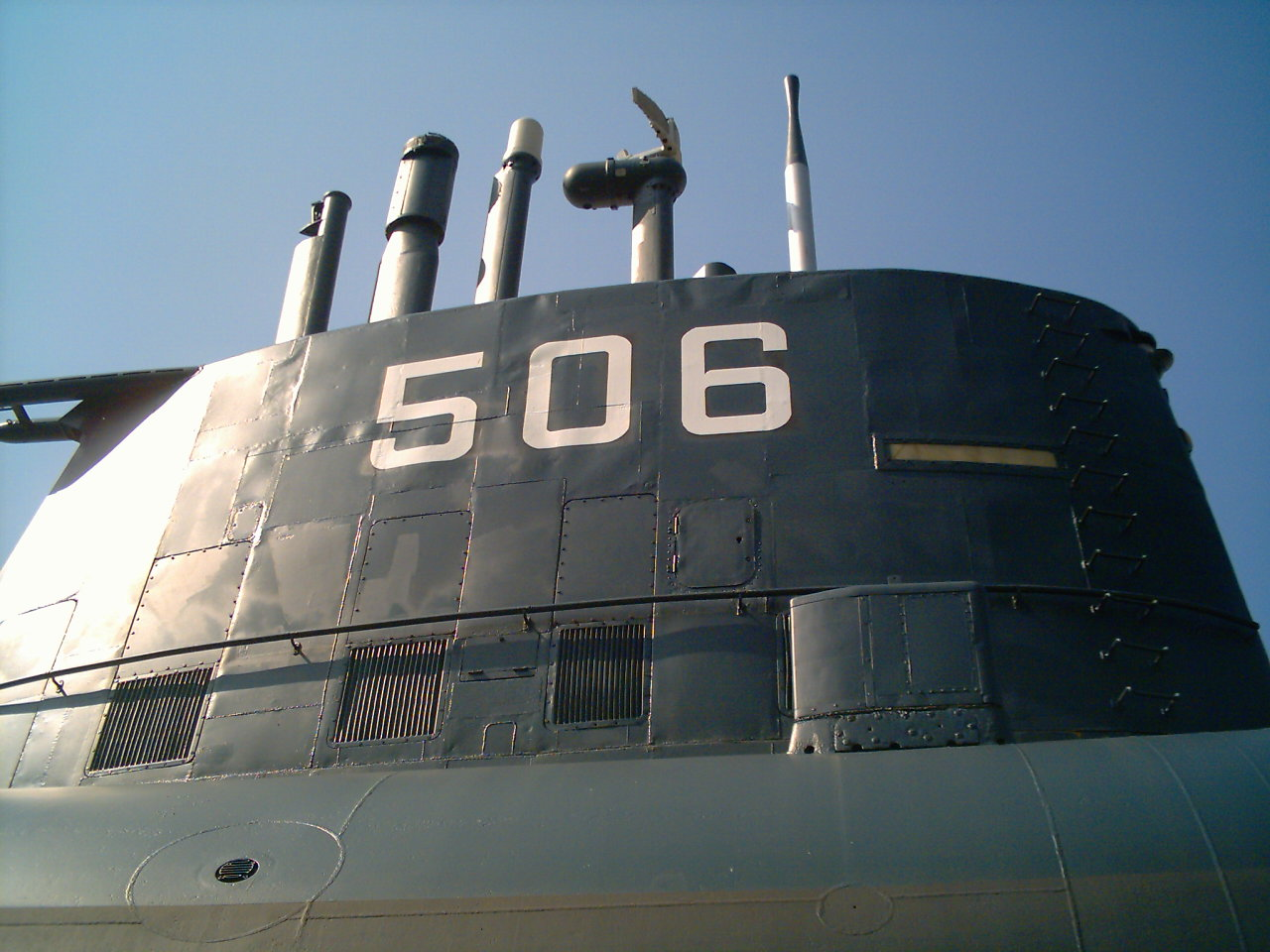
Enrico Toti in Mailand
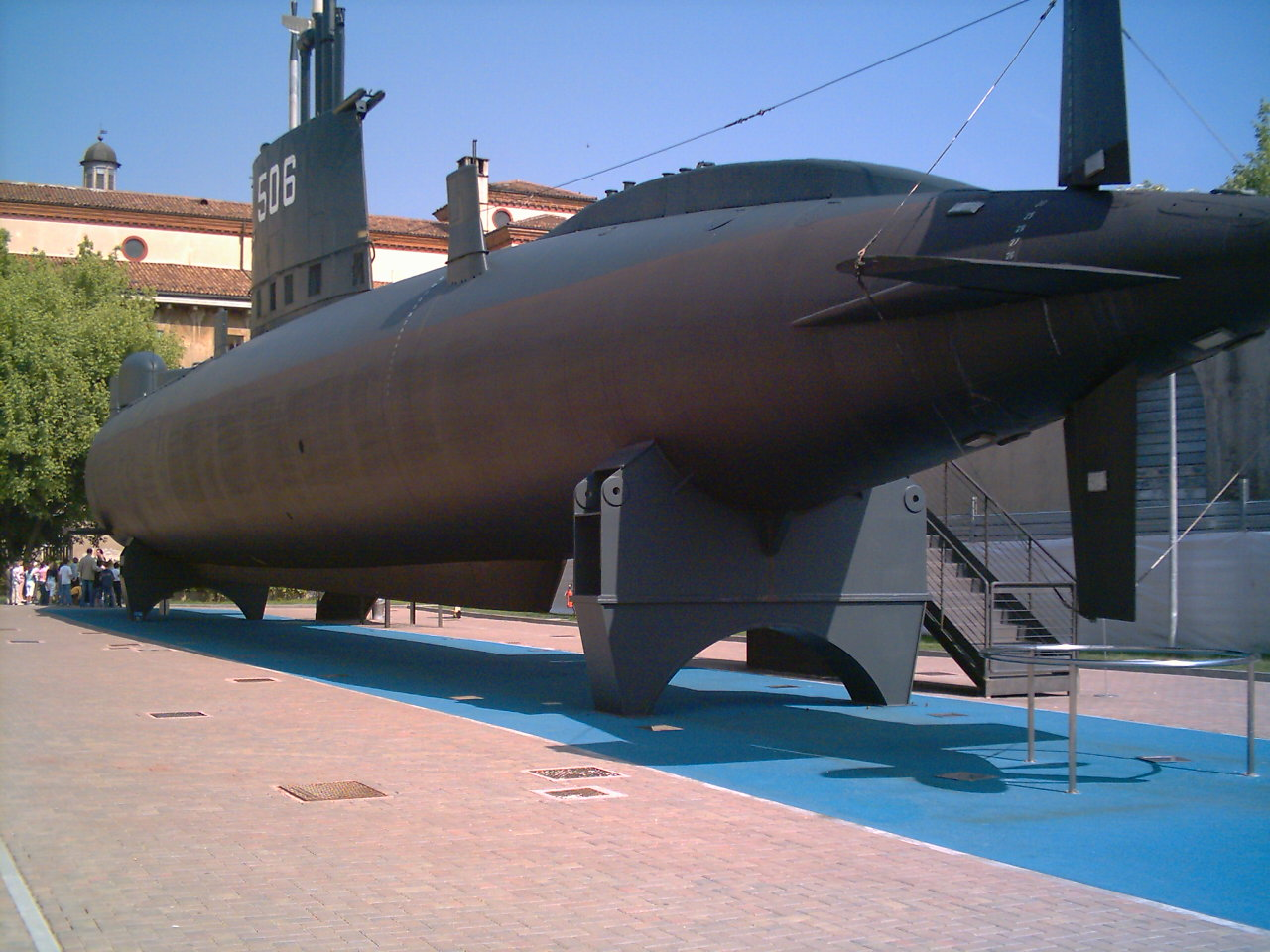
Technikmuseum Mailand
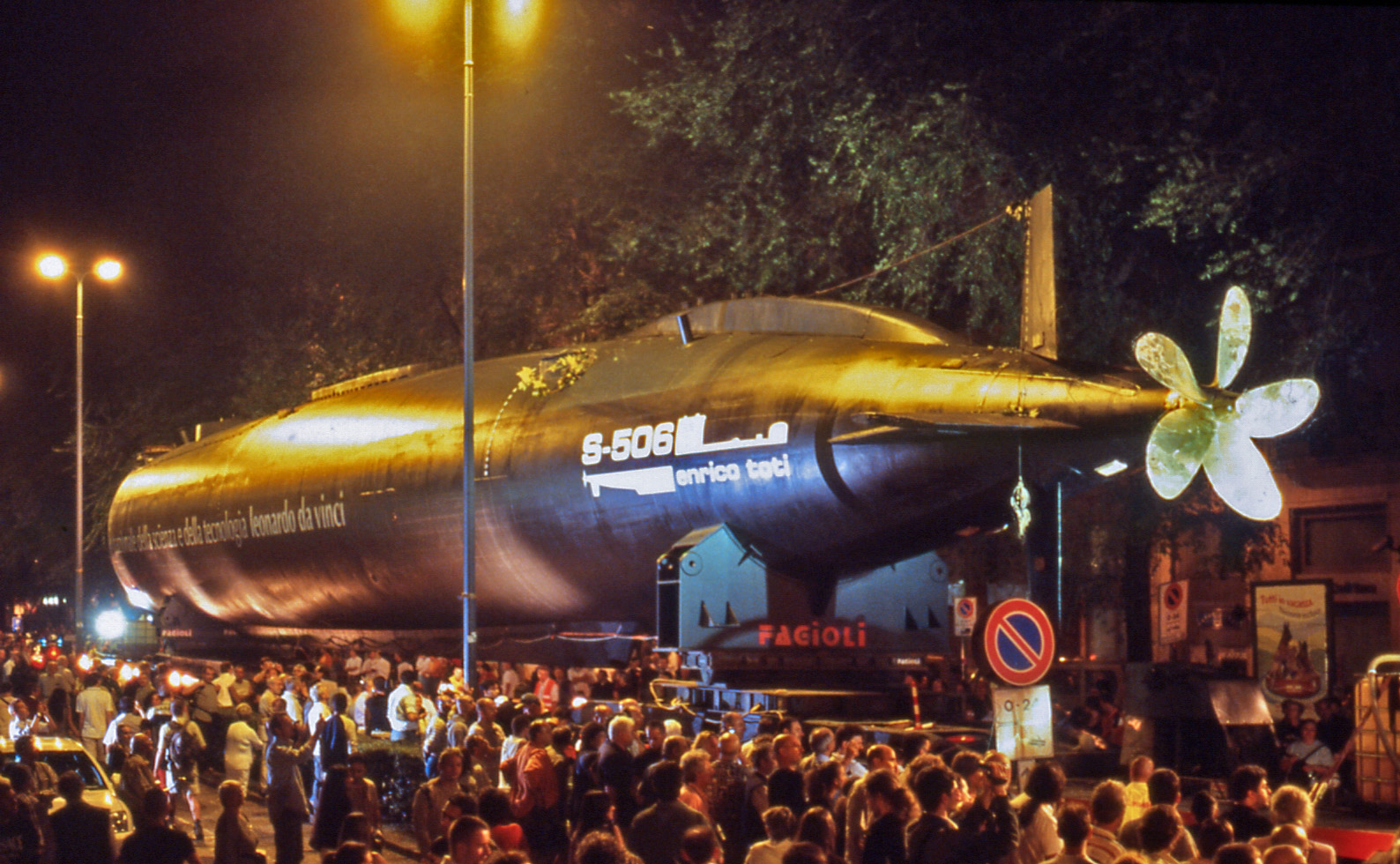
Transport in Mailand (14. August 2005)
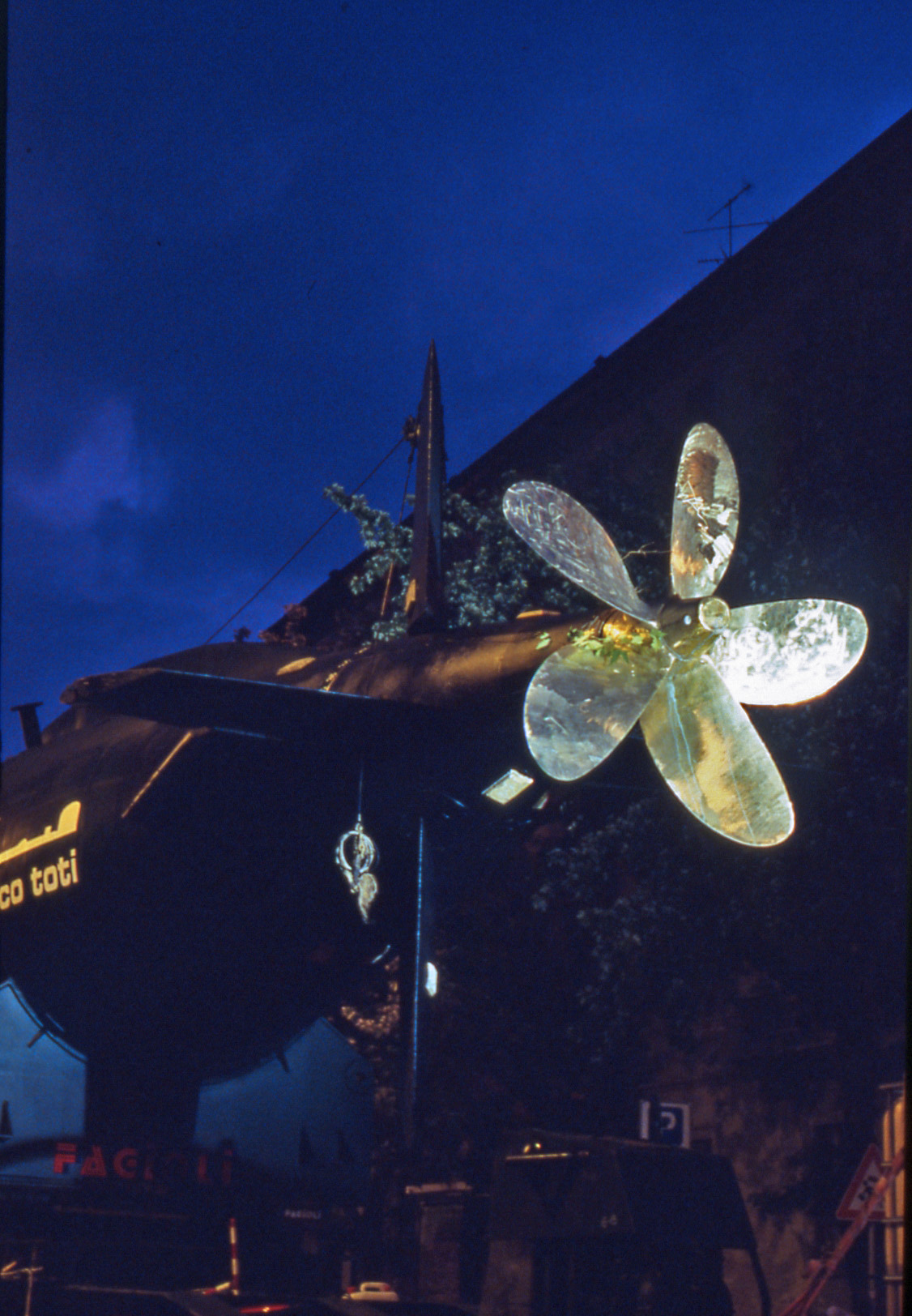
Transport in Mailand